# Christbaumständermuseum
Das Christbaumständermuseum in Mühlacker befindet sich im Alten Rathaus im Ortsteil Lienzingen, einem Fachwerkgebäude aus dem Jahr 1719. Die Schausammlung beherbergt etwa 350 Exponate, insgesamt verfügt das Museum über rund 1300 Christbaumständer aus unterschiedlichen Epochen und in vielfältigen Ausführungen, die in Sonderausstellungen gezeigt werden. Die Stadt Mühlacker geht davon aus, dass es sich dabei um das weltweit einzige Christbaumständermuseum handelt.

## Geschichte
Die Sammlung wurde von Heidi Schwarz (* 1941) ab 1999 zusammengetragen und 2019 der Stadt Mühlacker geschenkt.
Das Museum wurde am 22. November 2019 eröffnet. An diesem Tag fand auch die symbolische Übergabe der Exponate an den Oberbürgermeister Frank Schneider statt.

## Sammlung
Die ältesten Christbaumständer stammen aus der Mitte des 19. Jahrhunderts, meist recht einfach aus Holz gestaltet. Die meisten Exponate sind aus Gusseisen und aus der Zeit des Jugendstils und wurden in Deutschland hergestellt, ca. 30 Exponate stammen aus den Vereinigten Staaten. Der Wert der Sammlung beträgt über 100.000 Euro. Das teuerste Exemplar ist mit einer Spieluhr ausgestattet und wurde von Heidi Schwarz für 4000 Euro erstanden.
Zu den einzelnen Exponaten können Besucher des Museums mithilfe von Tablets an den Wänden nähere Informationen abrufen.

## Öffnungszeiten
Das Museum ist von November bis Ende Januar jeweils samstags und sonntags von 14:00 bis 17:00 Uhr geöffnet. Von Februar bis Ende Mai ist das Museum sonntags von 14:00 bis 17:00 geöffnet. Von Juni bis Ende August ist das Museum geschlossen, kann aber nach Anfrage geöffnet werden. Im September und Oktober ist das Museum jeweils sonntags von 14:00 bis 17:00 Uhr geöffnet. Führungen für Gruppen sind nach Vereinbarung jederzeit möglich, auch außerhalb der Öffnungszeiten. Der Eintritt ist frei.